# José María Plans y Freyre
José María Plans y Freyre (Barcelona, 17 de julio de 1878-Madrid, 11 de marzo de 1934) fue un físico y matemático español. Se le considera uno de los grandes introductores, en España, de las teorías relativistas de Albert Einstein, así como principal experto español en cálculo diferencial absoluto que es la herramienta matemática que usa la relatividad.

## Biografía
Nació en Barcelona el 17 de julio de 1878. Hijo de un catedrático de la Facultad de Farmacia de la Universidad de Barcelona, Fructuoso Plans y Pujol, y de María Freyre y Samano. Quedó huérfano de padre cuando solo contaba con once años de edad.  
Estudió Bachillerato en el Colegio del Sagrado Corazón de los Jesuitas, donde destacó como alumno.
Inicialmente simultaneó en Barcelona los estudios de la licenciatura de Ciencias Físico-Matemáticas con las carreras de Ingeniería Industrial y Arquitectura, aunque finalmente se decantó por la primera de las opciones, licenciándose con la calificación de: "sobresaliente" y "premio extraordinario" en 1899. Compaginaba su asistencia a la universidad con clases particulares para ayudar así al sostenimiento de las cargas familiares.  A los 23 años de edad (1901), se doctoró por la Universidad Central de Madrid, también en Ciencias Exactas y además nuevamente con la calificación de: "sobresaliente" y "premio extraordinario", despertándose en él, la vocación por la cátedra e investigación científica, a la que iba a dedicar su vida.
En 1905, consiguió una cátedra no universitaria. Se trataba de la cátedra de Física y Química del Instituto de Castellón de la Plana. Fue en esta ciudad, donde Plans, conoció con quien se casaría el 21 de abril de 1910, su mujer María Sanz de Bremond, hija de un catedrático de Historia y director del Instituto. Fruto de este matrimonio, José María sería padre de siete hijos.
En 1909, mediante oposición, logró su primera cátedra universitaria, se trataba de la Cátedra de Mecánica Racional de la Universidad de Zaragoza, que acababa de dejar vacante uno de sus íntimos amigos, Esteban Terradas.
A raíz de los cursos y clases que dio en Zaragoza entre los años 1911-13, se publicó su primer libro: Lecciones de Termodinámica con aplicación a los fenómenos químicos (1913). De este libro, que nació fruto de los apuntes tomados en las clases que Plans impartía, llegó a opinar Blas Cabrera en 1913, en una revista sobre libros, diciendo así: "en esta obrita su autor, una de las inteligencias más claras y de las voluntades más firmes del profesorado español, trata de poner al alcance de los químicos las nociones fundamentales de la Termodinámica, el Sr. Plans ha logrado encerrar en 96 páginas lo más esencial e importante de la termodinámica moderna, sin que a aquellos a quien va dirigidos, encuentren grandes dificultades en su lectura".
Asimismo, en Zaragoza  dio clases de Cosmografía y Física del Globo entre 1911-17 y clases de Electricidad y Magnetismo en el curso 1915-16.   
Se estableció Plans en Zaragoza hasta que, en 1918 obtuvo mediante oposición nuevamente, la Cátedra de Mecánica Celeste de la Facultad de Ciencias de la Universidad Central de Madrid. Una vez en Madrid, Plans se incorporó al Laboratorio-Seminario Matemático  de la Junta, que dirigía Julio Rey Pastor.
El primer acercamiento de Plans hacia teorías relativistas ocurrió en 1918. Tan solo tres años después de la publicación de la Teoría de la Relatividad General de Albert Einstein, publicaba Plans un artículo demostrando gran conocimiento sobre el tema y donde reflejaba la relación entre la mecánica relativista y el movimiento hiperbólico de Niels Bohr, siendo premiado por el Instituto de Ciencias de Barcelona.
Esteban Terradas, Blas Cabrera, y José María Plans, fueron los grandes introductores en España de las teorías relativistas. Pero fueron las contribuciones de Plans de un carácter mucho más técnico que las de sus dos compañeros, ya que no solo introdujo en la literatura científica española las nuevas concepciones básicas de las modernas teorías relativistas y su línea de pensamiento científico, sino que “creó escuela” y promovió trabajos realizados por muchos de sus discípulos y alumnos.
En 1920 publicó su libro Nociones fundamentales de mecánica relativista, publicado en 1921, esta obra será premiada por la Real Academia. Como bien indicaba Plans en el prólogo: "este libro ha surgido en coalición a un concurso organizado en 1919, por la Real Academia de Ciencias Exactas, Físicas y Naturales", concurso que ganó él mismo, siendo galardonado por la Real Academia. Gran parte de este libro trataba de la relatividad especial, pero Plans reservaba los dos últimos capítulos a la relatividad general, lo que llegó a convertir a esta obra, a modo de introducción, en uno de los primeros tratados teórico-sistemáticos sobre la relatividad general.
En el año 1922 dirige la tesis doctoral de su alumno Pedro Puig Adam, trabajo titulado: "Resolución de algunos problemas elementales en mecánica relativista restringida", la cual, posteriormente, fue publicada en varias revistas de carácter científico de la época. En la introducción de su tesis, dedicaba Puig Adam unas cariñosas palabras a su "querido catedrático", recordando que la tesis se realizaba bajo su tutela e indicaciones, y utilizando como base, uno de los trabajos previos del profesor Plans, el cual había sido premiado por la Real Academia.
En 1923, Albert Einstein, tras haber recibido el Premio Nobel de Física y el reconocimiento internacional, visitó España. El 8 de marzo de 1923, en la sala rectoral de la Universidad Central de Madrid, en sesión solemne, se procedió a imponer al famoso científico, el birrete de Doctor "honoris causa", siendo, Plans el catedrático elegido por unanimidad, para tener el honor de apadrinar a este gran científico como nuevo doctor de la universidad. Al inicio de su intervención, Plans, tras leer una excelente biografía de Einstein, elogiando sus enormes méritos científicos, exhortó finalmente a los alumnos allí presentes como público, para que tomaran el ejemplo de tal insigne hombre, al cual se le rendía homenaje ese día.
En 1923 fue elegido miembro de la Real Academia de Ciencias Exactas, tomando posesión de la plaza de académico numerario el 18 de mayo de 1924. Durante el discurso de su nombramiento desarrolló su trabajo sobre: "Algunas consideraciones sobre los trabajos de Weyl y de Eddington, y los últimos trabajos de Einstein", por lo que Plans, según el periódico ABC, fue muy aplaudido y felicitado por su científico trabajo.
En 1924, Plans publica Nociones de cálculo diferencial absoluto y sus aplicaciones, donde introduce la base necesaria para entender el instrumento matemático, que había utilizado Einstein para establecer su teoría, donde desarrollará la «Geometrización de la Física», idea entonces de gran modernidad. Este trabajo fue nuevamente galardonado por la Real Academia de Ciencias Exactas, Físicas y Naturales.
Fue igualmente académico de diversas instituciones como son: las  Academias de Ciencias de Zaragoza, Barcelona y Madrid; de la  Pontificia Academia Romana dei Nuovi Lincei y de la  Academia de Ciencias de Lisboa, y miembro del Instituto de Coímbra.
Uno de los rasgos que más marcaron su vida y personalidad fue que poseía unas creencias religiosas en la fe católica muy firmemente arraigadas. Según Francisco de Asís Navarro Borrás: “Su cultura religiosa era proverbial. "Credo, sed intelligere desidero", palabras estas que solía repetir  a menudo de San Anselmo; y en efecto, Plans,  de inteligencia inquieta, pesaba sobre su entendimiento la necesidad de explicarse el universo, la vida, su propia alma, los fundamentos de la moral, el más allá, de tal manera, que veía en la cátedra y en la investigación medios para algo siempre trascendente.
Igualmente su alumno y discípulo Pedro Puig Adam, diría: "la figura de Plans se sintetiza en estas palabras: era un santo, era un sabio y era un maestro, [...] su constante recelo fue el de no ofender, de no molestar a nadie [...], fue un enorme maestro y un gran patriota".
Su delicada salud marcó su vida. Escribía uno de sus hijos, el también catedrático y matemático, Antonio Plans: "Entre mis recuerdos de niño, aparece siempre mi padre, como una persona casi de continuo enferma, aunque eso sí, fuera del tiempo que con tanto cariño nos dedicaba, trabajando y estudiando siempre que podía". Y es que, a pesar de su precario estado de salud, causado por fuertes afecciones bronco-pulmonares, Plans no desatendió hasta sus últimos días sus compromisos con las Academias Científicas, ni dejó nunca de atender sus obligaciones como docente, ni sus responsabilidades como padre.
Tras una larga enfermedad, José María Plans y Freyre fallecía en Madrid, a los cincuenta y cinco años de edad, el 11 de marzo de 1934.  
Albert Einstein reconoció en Plans «un arte peregrino para expresar con luminosidad y relieve las deducciones más abstrusas».

## Obras y publicaciones
Entre sus principales obras se encuentran: 
- Lecciones de Termodinámica con aplicación a los fenómenos químicos, Zaragoza 1913, 2 ed. Madrid 1922.
- Nociones fundamentales de Mecánica relativista, Madrid 1919-21.
- Nociones de Cálculo diferencial absoluto y sus aplicaciones, Madrid 1924.

Algunas importantes traducciones como son: 
- Los fundamentos de la Teoría de la Gravitación de Einstein, de  Erwin Freundlich. (1920). Ed. Calpe. Madrid.
- Espacio, tiempo y gravitación (Calpe, 1922), de Arthur Eddington.
- Física teórica. Mecánica. Acústica. Luz. Calor (Labor, 1930), de Gustav Jäger.

Y algunas de las tesis doctorales que dirigió:
- Resolución de algunos problemas elementales en mecánica relativista restringida. Pedro Puig Adam. (1921).
- Concepto de función, funciones continuas y semicontínuas, sus propiedades. Carmen Martínez Sancho. (1928).
- Extensión de las series dobles de potencias de algunas propiedades de las series simples de potencias. Francisco Navarro Borrás(1929).[45][46]
- Criterios de existencia de órbitas cerradas. Antonio Romañá Pujó. (1930).
- Axiomática de la dimensión. Tomás Rodríguez Bachiller. (1935).
- Notas para la introducción del método de las perturbaciones en la mecánica general. Fernando Lorente de No. (1935).[47][48]